# پدرو سارابیا
پدرو سارابیا (انگلیسی: Pedro Sarabia؛ زادهٔ ۵ ژوئیهٔ ۱۹۷۵) یک بازیکن فوتبال اهل پاراگوئه است.
وی همچنین در تیم ملی فوتبال پاراگوئه بازی کرده‌است.